# Ruth Kipoyi
Ruth Monique Kipoyi (Kinshasa, 15 de octubre de 1997) es una futbolista congoleña que juega como delantera en el club Al-Nassr de la Saudi Women's Premier League y en la selección nacional de la RD del Congo.

## Trayectoria

### Simba Queens
El 15 de julio de 2021, Kipoyi fichó por el equipo de fútbol femenino tanzano Simba Queens, representando al club en la CAF Women's Champions League CECAFA Qualifiers 2021. El equipo terminó tercero y no logró clasificarse para la fase final inaugural de la Liga de Campeones Femenina de la CAF. 

### ALG Spor
En diciembre de 2021, se trasladó a Turquía y fichó por el club ALG Spor con sede en Gaziantep para jugar en la Turkcell Women's Super League 2021-22. El 9 de marzo de 2022 marcó su primer triplete profesional con tres goles en la victoria por 7-0 en liga sobre el Dudullu Spor.  Disfrutó del título de campeona de la 2021-22 Women's Super League de su equipo. El 18 de agosto de 2022 debutó en la UEFA Women's Champions League 2022-23.

### Galatasaray
Firmó un contrato de un año con el Galatasaray el 4 de agosto de 2023.

### Al-Nassr
La internacional congoleña fichó oficialmente por el Al-Nassr el domingo 25 de agosto de 2024. Tras firmar un contrato de un año con el Galatasaray en agosto de 2023, la jugadora, que marcó 9 goles en 26 partidos la temporada pasada, firmó un contrato de dos años con el Al-Nassr, representado por el entrenador Abdulaziz Alalwni.

## Selección nacional
Kipoyi fue internacional absoluta con la RD del Congo durante el Torneo Preolímpico Femenino de la CAF de 2020 (tercera ronda). Fue seleccionada por la RD del Congo para su partido de clasificación para la Copa Africana de Naciones Femenina 2022 contra Guinea Ecuatorial antes de que el equipo se retirara alegando problemas logísticos y financieros. 

## Estadísticas

### Clubes
Actualizado al último partido disputado el 24 de enero de 2025.
| Simba Queens Tanzania   | 2021                | 1.ª                 | 0  | 0  | - | 4 | 0 | - | 0 | 0 | - | 4  | 0  | - | 0    |  |  |  |
| Simba Queens Tanzania   | Total               | Total               | 0  | 0  | - | 4 | 0 | - | 0 | 0 | - | 4  | 0  | - | 0    |  |  |  |
| ALG Spor Turquía        | 2021-22             | 1.ª                 | 24 | 21 | - | 0 | 0 | - | 0 | 0 | - | 24 | 21 | - | 0.88 |  |  |  |
| ALG Spor Turquía        | 2022-23             | 1.ª                 | 19 | 7  | - | 0 | 0 | - | 0 | 0 | - | 19 | 7  | - | 0.37 |  |  |  |
| ALG Spor Turquía        | Total               | Total               | 43 | 28 | - | 0 | 0 | - | 0 | 0 | - | 43 | 28 | - | 0.65 |  |  |  |
| Galatasaray Turquía     | 2023-24             | 1.ª                 | 26 | 9  | - | 0 | 0 | - | 0 | 0 | - | 26 | 9  | - | 0.35 |  |  |  |
| Galatasaray Turquía     | Total               | Total               | 26 | 9  | - | 0 | 0 | - | 0 | 0 | - | 26 | 9  | - | 0.35 |  |  |  |
| Al-Nassr Arabia Saudita | 2024-25             | 1.ª                 | 12 | 7  | 6 | 2 | 0 | 2 | 1 | 1 | 0 | 15 | 8  | 8 | 0.53 |  |  |  |
| Al-Nassr Arabia Saudita | Total               | Total               | 12 | 7  | 6 | 2 | 0 | 2 | 1 | 1 | 0 | 15 | 8  | 8 | 0.53 |  |  |  |
| Total en su carrera     | Total en su carrera | Total en su carrera | 81 | 44 | 6 | 6 | 0 | 2 | 1 | 1 | 0 | 88 | 45 | 8 | 0.51 |  |  |  |
|                         |                     |                     |    |    |   |   |   |   |   |   |   |    |    |   |      |  |  |  |

## Palmarés

### Campeonatos nacionales
| Título             | Equipo   | Año     |
| ------------------ | -------- | ------- |
| Campeonato de Liga | ALG Spor | 2021-22 |